# 里布尼察市鎮

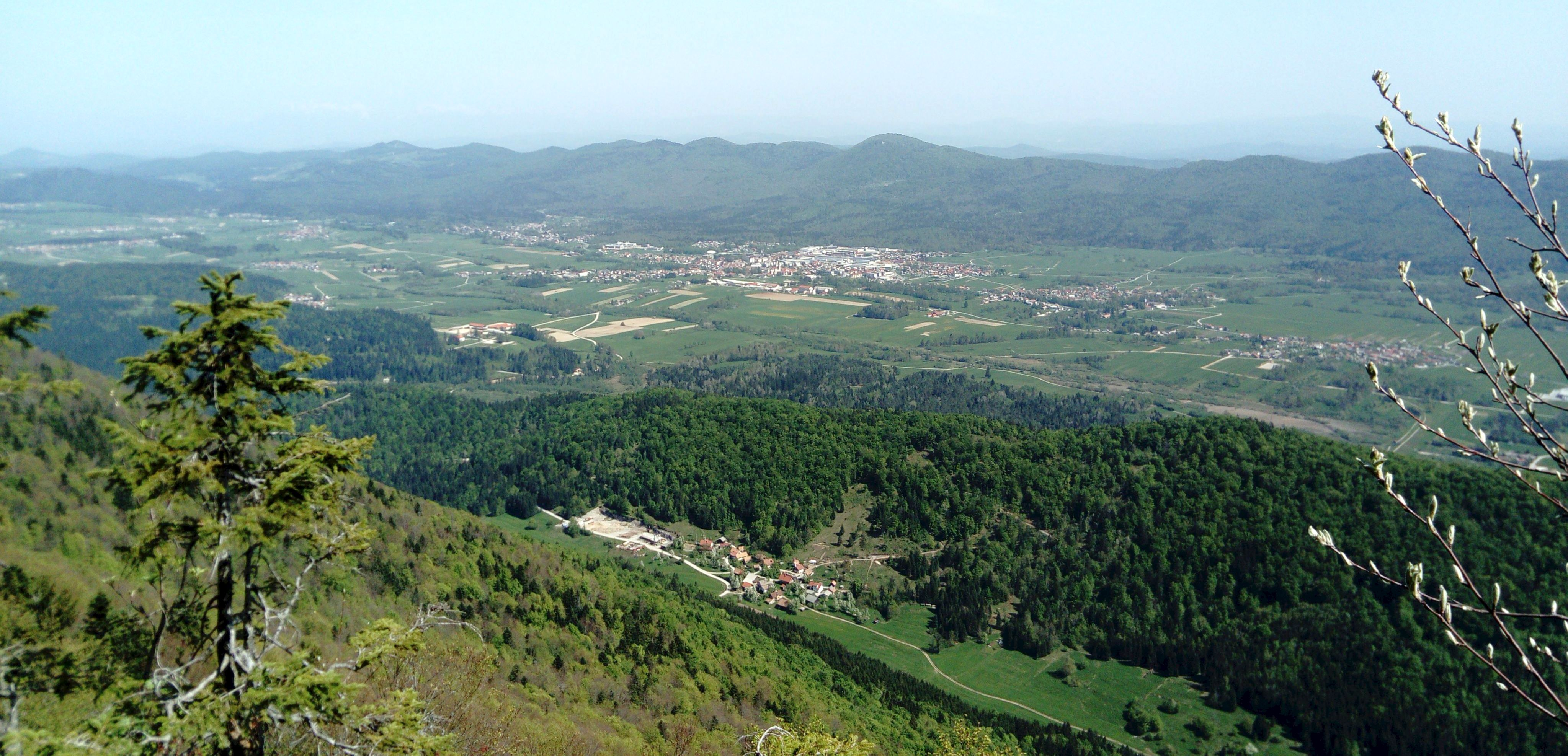
风景

里布尼察市鎮是斯洛文尼亞南部的一個市镇，行政中心为里布尼察。面積1,536平方公里，海拔高度492米，受大陸性氣候影響，該地區自青銅時代後期有人類居住，2002年人口3,480。

## 外部連結
- 官方网站  （斯洛文尼亚文）
- Ribnica on Geopedia （页面存档备份，存于）